# Afrodita (DC Comics)
Afrodita (Aphrodite en inglés) es una personaje de DC Comics, una diosa basada en la deidad de la mitología griega del mismo nombre Afrodita. Ella es la diosa del amor, la belleza, el placer y la procreación, usualmente es un personaje secundario de la heroína Mujer Maravilla, ella es uno de los miembros de los Dioses del Olimpo.

## Historial de publicación
Afrodita apareció por primera vez en All-Star Comics #8 (diciembre de 1941) y fue adaptada por William Moulton Marston y Harry G. Peter (diciembre de 1941). Su padre es Zeus, su esposo es Hefesto, y sus hijos son Deimos, Eris, Eros, Harmonia y Phobos. Ella es la patrona especial de las Amazonas de Isla Paraíso.

## Biografía del personaje
Afrodita es la diosa griega del amor. Ella ayudó a sus prójimos a hacer realidad la escultura de la niña Hipólita de una niña pequeña que jugó en el origen de la Mujer Maravilla.
En la Post-Crisis, Afrodita estuvo presente en una reunión con sus compañeros dioses para hablar sobre la disminución de la adoración de los mortales. Después de que Zeus considerara que este problema estaba debajo de él y se fue, Afrodita acompañó a Ares, Atenea, Deméter, Hestia y Hermes al Inframundo, donde está la Caverna de las Almas. La Caverna de las Almas es donde Gaia ha albergado las almas de mujeres que han sido asesinadas injustamente por hombres. Cosechan las almas donde las reencarnan en Amazonas y les dan un hogar en Temiscira, excepto una que Atenea había guardado para el día en que Hipólita esculpió un bebé de arcilla de la costa y Athena infundió la escultura de bebé con ese espíritu que permitió a la princesa Diana nacer.

### Los nuevos 52
En septiembre de 2011, DC lanza Los nuevos 52 (un reinició la continuidad de DC). Ella hizo su primera aparición en Wonder Woman Vol.4 #9 (16 de mayo de 2012). En esta nueva línea de tiempo, Afrodita aparece por primera vez a Hermes y Zola. Cuando Hermes le dice a Zola que Afrodita está casada con el feo dios Hefesto, Afrodita dice que Hefesto tiene otros "encantos". Ella les dice que no asistirá a la boda, ya que hay poco amor en el infierno.
La diosa ha servido como consejera de Zola durante momentos de crisis. Ella acompañó a su esposo e hijo a llevar refuerzos a las Amazonas para que se enfrenten al ejército de First Born.

## Poderes y habilidades
Afrodita es uno de los dioses olímpicos, es conocida como la Diosa del Amor y la Belleza. Ella al ser una diosa posee vastas habilidades sobrenaturales como:
- Cambio en su tamaño y cuerpo: puede alterar su forma física en cualquier forma que pueda elegir.
- Inmortalidad: como todo dios nunca envejece ni enferma.
- Viaje entre dimensiones: los dioses pueden viajar entre el Olimpo y la Tierra, o enviar artefactos entre estos lugares sin ninguna complicación.[3]
- Distribución de poder: pueden otorgar una parte de su poder a cualquier ser que ella desee.
- Gracia divina: proporciona su belleza a la Mujer Maravilla.
- poder de telepatía e ilusiones: Afrodita puede comunicarse mentalmente con sus adoradores, transmitiendo su imagen a un rango interdimensional, y posiblemente pueda hacer lo mismo con cualquier otro ser inteligente.[5]
- Amokinesis: al ser la Diosa del Amor, Afrodita tiene autoridad divina sobre los sentimientos ligados al amor, la lujuria y el deseo, puede hacer que otros seres se enamoren al instante, fortalecer el amor que ya existe, pero no puede deshacer el amor que nace por sí solo.
- Seducción: en un nivel que una vez sedujo a la guerra de Ares.[6]

## Otras versiones

### Tierra-838
En esta versión Afrodita es residente de un lugar llamado Meritocracia, ella es una versión invertida de Apolo, ella posee una base de operaciones llamada The Authority. Este es un barco capaz de moverse a través del "Sangrado", el espacio rojo que separa los universos alternos en el multiverso. Este universo es similar al Wildstorm Universe, excepto que los roles de género se invierten.

### Tierra-1
Ella es una de los dioses del Olimpo y la soberana de las amazonas de Temiscira. Hace tres mil años, el semidiós Hércules reunió un contingente de soldados griegos y atacó a las Amazonas para tomar la Faja de oro de la reina Hipólita, un precioso regalo que le había dado la diosa, encarcelando y esclavizando a las amazonas. En la pared frontal del templo de Afrodita, los hombres escribieron la palabra griega πόρνη (pórnē, que significa "prostituta").
Hipólita, rogando a Afrodita, derrotó a Hércules y liberó a sus hermanas, liderándolas en el contraataque que masacró a los hombres de Hércules y liberó a la Isla Amazona del yugo masculino. Después de eso, Hipólita le pidió a la dulce diosa que dejara que las amazonas se retiraran para siempre del Mundo del Hombre, colocando un velo impenetrable alrededor de la isla para que estas prosperasen en paz.
El conjunto de leyes definidas por las Amazonas se llamaba la Ley de Afrodita en honor a ella. La Ley de Afrodita rige la vida de las mujeres de la Amazonia, especialmente a través del amor.

## En otros medios

### Televisión
- Afrodita aparece en El Reto de los Súper Amigos de 1978, con la voz de Shannon Farnon en "Origen secreto de los súper amigos" y con la voz de Louise Williams en "La batalla de los dioses". En "Origen secreto de los súper amigos", Afrodita responde a las oraciones de la Reina Hipólita para traer una escultura de una niña que se convierte en la princesa Diana. Cuando se trata de algunas guerras que ocurren fuera de Themyscira, Afrodita le dice a la Reina Hipólita que uno de sus guerreros tendrá que ser un representante secreto en las guerras, haciendo que la Reina Hipólita celebre un concurso. A pesar de que la Legión de la Perdición trató de manipular la pelea para que un Cheetah disfrazada pudiera ganar, la visita de Flash en ese período de tiempo le permite a la princesa Diana disfrazada ganar. Al enterarse de que la ganadora es su propia hija, la reina Hipólita le permite a la princesa Diana convertirse en Mujer Maravilla como forma de cumplir su palabra con Afrodita. En el episodio "La batalla de los dioses", Hera se cansa de la alabanza de Afrodita a los Super Amigos, lo que la llevó a convencer a Zeus para que los supere en diferentes desafíos.
- Afrodita aparece en la serie animada DC Super Hero Girls

### Videojuegos
- Afrodita aparece en DC Universe Online.